# Gualberto di Hainaut
Gualberto di Hainaut (in francese Walbert o Walbert de Hainaut, o Walber; in latino Waldebertus; Hainaut, forse tra il 630 e il 635 – Hainaut, 678) fu un conte franco del VII secolo ed è venerato come santo dalla Chiesa cattolica.

## Biografia
Gualberto nacque forse tra il 630 e il 635 (ma secondo altri prima del 610) da Brunulfo di Lommois, conte del territorio di Lomme, e da Fraya di Boulogne. La famiglia dei conti di Lommois governava un territorio a cavallo tra l'odierno Belgio meridionale e l'odierna Francia settentrionale da quasi due secoli, a partire da Alberone di Lommois, figlio di Clodione il Capelluto, re dei Franchi Sali.
Gualberto fu conte dell'Hainaut e duca di Lorena. Fu anche governatore della regione della Sambre e della Mosa sotto Clotario II; possedeva un castello a Cousolre.
Verso il 650 (o intorno al 630 secondo altre fonti) sposò Bertilla di Turingia, da cui ebbe due figlie che divennero sante: Valdetrude (o Valtrude) e Aldegonda.
A seguito della conversione della figlia Aldegonda, si convertì anch'egli al cristianesimo insieme alla consorte, Bertilla.
Gualberto morì nel 678 (o nel 643).

## Culto
È venerato come santo dalla Chiesa cattolica insieme alla moglie Bertilla; la memoria liturgica di entrambi cade l'11 maggio.
Ancor oggi a Cousolre vi è una cappella a lui dedicata.